# 18. listopada
18. listopada (18. 10.) 291. je dan godine po gregorijanskom kalendaru (292. u prijestupnoj godini).
Do kraja godine imaju još 74 dana.

## Događaji
- 1748. – Mirovnim sporazumom iz Aachena završava rat za austrijsko nasljeđe.
- 1867. – Sjedinjene Američke Države kupile Aljasku od Rusije za 7,2 milijuna dolara.
- 1912. – Počeo Prvi balkanski rat.
- 1944. – Sovjetski savez zauzeo Čehoslovačku
- 1968. – čovjek je prvi puta pretrčao 400 m za manje od 44 sekunde - 43,86 sec: Lee Ewans, USA, pobjeda u finalu Olimpijskih igara u Mexico cityiu.
- 1991. – Azerbajdžan proglasio nezavisnost od SSSR-a

| - 1130. – Si Ču, kineski filozof († 1200.) - 1405. – Papa Pio II. (†. 1464) - 1663. – Eugen Savojski, austrijski vojskovođa i državnik († 1736.) - 1706. – Baldassare Galuppi, talijanski skladatelj († 1784.) - 1777. – Heinrich von Kleist, njemački književnik († 1811.) - 1843. – Josip Eugen Tomić, hrvatski književnik († 1906.) - 1859. – Henri Bergson, francuski filozof († 1941.) - 1892. – Pavle Gregorić, hrvatski komunist († 1989.) - 1893. – George Ohsawa, japanski filozof i makrobiotičar († 1966.) - 1920. – Lujo Margetić, hrvatski povjesničar i akademik († 2010.) - 1926. – Chuck Berry, američki glazbenik - 1938. – Boran Bego, hrvatski nogometaš († 2006.) - 1939. – Lee Harvey Oswald, atentator na američkog predsjednika John F. Kennedya - 1956. – Martina Navrátilová, američka tenisačica češkog porijekla - 1960. – Jean-Claude Van Damme, belgijski glumac - 1979. – Ne-Yo, američki glazbenik - 1992. – Sandro Obranović, hrvatski reprezentativni rukometaš | - 707. – Papa Ivan VII. - 1417. – Papa Grgur XII. - 1503. – Papa Pio III. - 1562. – Petar Alkantarski, španjolski svetac (* 1499.) - 1871. – Charles Babbage, engleski matematičar i izumitelj - 1931. – Thomas Alva Edison, američki izumitelj (* 1847.) - 1952. – Karl von Czapp, austrougarski vojskovođa († 1864.) - 1969. – Ante Ivanišević, hrvatski kipar (* 1905.) - 2004. – Ilija Džuvalekovski, makedonski glumac (* 1915.) - 2010. – Josip Vončina, hrvatski jezikoslovac, književni povjesničar, akademik (* 1932.) - 2021. – Colin Powell, američki državni tajnik (* 1937.) |

## Blagdani i spomendani
- Dan kravate u Hrvatskoj
- Dan grada Novske
- Sveti Luka

## Imendani
- Luka